# Strychnos flavescens
Strychnos flavescens är en tvåhjärtbladig växtart som beskrevs av George King och Gamble. Strychnos flavescens ingår i släktet Strychnos och familjen Loganiaceae. Inga underarter finns listade i Catalogue of Life.